# Zwischen den Sternen
Zwischen den Sternen (Originaltitel: Zoe’s Tale, 2008) ist ein Military-Science-Fiction-Roman von John Scalzi aus dem Jahre 2008 (auf Deutsch 2009). Er setzt die Buchreihe um den Krieg der Klone, Geisterbrigaden und Die letzte Kolonie als viertes von bislang sieben Büchern fort.

## Handlung
Das Buch wird aus der Ich-Perspektive der Protagonistin, Zoe Perry, der 15-jährigen Adoptivtochter von John Perry und Jane Sagan, erzählt und spielt weitgehend parallel zur Handlung des Buches Die letzte Kolonie. Zoe erlebt dabei gemeinsam mit ihren beiden außerirdischen Leibwächtern die Geschehnisse zum Teil deutlich anders als ihre Eltern.
Zudem wird sie damit beauftragt, zum Schutz der Roanoke-Kolonie ihrer Eltern Geheimverhandlungen mit dem Kanzler der Konklave, eines Bündnisses von 400 Alienrassen, zu führen.

## Ausgaben
- Zwischen den Sternen (Zoe’s Tale). Mai 2009, Heyne, ISBN 978-3-453-52561-0 (auch erschienen als Audiobuch und als E-Book)